# Batarà dorsi-rogenc
El batarà dorsi-rogenc (Dysithamnus xanthopterus) és una espècie d'ocell de la família dels tamnofílids (Thamnophilidae).

## Hàbitat i distribució
Habita els boscos de la costa sud-oriental del Brasil.